# Giro d'Italia de 1940
Giro d'Italia de 1940 foi a vigésima oitava edição da prova ciclística Giro d'Italia (Corsa Rosa), realizada entre os dias 17 de maio e 9 de junho de 1940.
A competição foi realizada em 20 etapas com um total de 3.574 km.
O vencedor foi o ciclista Fausto Coppi. Largaram 91 competidores cruzaram a linha de chegada 47 corredores.